# Serafina Corrêa
Serafina Corrêa è un comune del Brasile nello Stato del Rio Grande do Sul, parte della mesoregione del Nordeste Rio-Grandense e della microregione di Guaporé.
Colonizzata da immigrati veneti venuti in Brasile alla fine dell'Ottocento, Serafina Corrêa raggiunse lo status attuale di municipio solo nel 1960. Questo comune è il primo al mondo ad avere riconosciuto la lingua veneta nella sua variante talian come lingua coufficiale a fianco del portoghese.